# 一汽富維
长春一汽富维汽车零部件股份有限公司（上交所：600742）是中國第一汽車集團的子公司，在1993年當時以「长春一汽四环汽车股份有限公司」成立，從事開發、製造配件等所有產品，公司總部為吉林長春。

## 連結
- 长春一汽富维汽车零部件股份有限公司